# Danmarks historie (1814-1848)
 Der er for få eller ingen kildehenvisninger i denne artikel, hvilket er et problem. Du kan hjælpe ved at angive troværdige kilder til de påstande, som fremføres i artiklen.

 For alternative betydninger, se Danmarks historie (flertydig). (Se også artikler, som begynder med Danmarks historie)
Danmarks historie (1814-1848) indrammes af to begivenheder, der var af stor betydning for demokratiet i Danmark. I 1813 gik Danmark konkurs og i 1814 tabte Danmark Norge til Sverige ved freden i Kiel.
Mod periodens slutning afskaffedes enevælden, og Danmark fik en folkevalgt regering, der arbejdede på at udforme en fri forfatning.
I den mellemliggende periode blev landet ramt af en landbrugskrise og stilarten romantik blomstrede. Efter julirevolutionen i Frankrig i 1830 indførte den enevældige konge Frederik 6. stænderforsamlinger, der dog aldrig fik reel magt. Under hans efterfølger Christian 8. opstod en bevægelse mod enevælden og ved hans død var modstanden ikke blevet mindre. Da de tyske nationalliberale i hertugdømmerne Slesvig og Holsten samtidig ønskede selvstændighed fra Danmark, og den kongevalgte regering tøvede, gik en deputation til den nye konge, Frederik 7.. Han meddelte, at han netop havde afskediget sit ministerium og ville udnævne en ny samlingsregering. Enevælden var afskaffet og treårskrigen udbrød, da hertugdømmerne udnævnte deres egen regering.
Det var et forarmet land, der stod tilbage efter statsbankerotten, Englandskrigene og tabet af Norge til Sverige. Frederik 6. inviterede sig selv med til Wienerkongressen i 1814–15 for at sikre sig så gunstige betingelser som muligt, og det lykkedes ham at få Svensk Forpommern, der mageskiftedes med Lauenburg fra Preussen, samt et pengebeløb fra Sverige, som erstatning for tabet af Norge.

## Reformer
I 1814 udsendtes en anordning, som bestemmer, hvad bekendere af den mosaiske religion, der opholder sig i Danmark, har at iagttage. Denne titel dækkede over en ophævelse af alle love om jøder i Danmark. Nu fik jøder almindelig borgerret og ret til at ernære sig i ethvert lovligt erhverv. Det havde primært været et mindretal af velhavende jøder, med M.L. Nathanson i spidsen, der havde arbejdet for den nye lov. De fattigere medlemmer af menigheden ønskede derimod at bevare det jødiske særpræg. Den nye anordning gik mindretallet i møde ved at kræve, at jøderne skulle følge landets almindelige love om skifte, fattigvæsen og skolegang. Dokumenter vedrørende ægteskaber eller testamenter skulle skrives på dansk eller tysk og følge dansk tidsregning, for at være retsgyldige. Desuden blev der til opnåelse af borgerretten tilknyttet det krav, at de unge jøder skulle bestå en eksamen i den mosaiske tro på linje med konfirmationen i folkekirken. Selv om jødedommen nu var blevet en officiel religion, gik mange jøder i de følgende år skridtet videre og lod sig selv eller deres børn døbe. Blandt dem var Henrik Hertz og C.N. David.
Forordningen var ikke lige populær i befolkningen og resulterede blandt andet i de såkaldte jødefejder i 1819 i København og flere provinsbyer efter den økonomiske krise i 1816.

## Landbrugskrise
Landbruget blev hårdt ramt af pengereformen i 1813, og da mulighederne for eksport til de lukrative markeder var lukket af, var der ikke mulighed for at eksportere sig ud af problemet. Efter krigen indførte en række lande protektionistiske love for at beskytte det hjemlige kornmarked mod udenlandsk import: England indførte en kornlov i 1815, der forbød kornimport, hvis den hjemlige kornpris faldt under et vist niveau og Frankrig fulgte med i 1819. Også Norge, der havde øget kornproduktionen under krigen grundet svigtende forsyninger fra Danmark, søgte at beskytte deres hjemmemarked gennem en told på udenlandsk korn. Den virkelige krise begyndte i 1818, da priserne og også salget til udlandet faldt drastisk. Det gik hårdest ud over de kornproducerende godsbrug og de nye selvejere med store lån i ejendommen, der førte til mange tvangsauktioner.

## Ny nationalbank
Siden statsbankerotten i 1813 havde regeringen gennemført en række reformer, men den største blev gennemført 1. august 1818, da den statslige rigsbank blev erstattet af Nationalbanken i København, der i følge sin kongelige anordnede vedtægt var et privat interessentskab. Banken skulle sørge for seddeludstedelse, fortsætte den inddragelse af sedler rigsbanken havde startet, og ellers føre en udlånspolitik til gavn for erhvervslivet. Som noget nyt gav kongen og regeringen afkald på indblanding i bankens drift og beslutninger.
Det var et brud på enevældens princip om, at al magt lå hos kongen. Ledelsen bestod af et 15 mand stort repræsentantskab, der blev valgt blandt aktieejere og låntagere i banken. Inddragelsen af papir sedler gik meget langsomt, og først i 1830'erne var seddelomløbet halveret, og i 1838 nåede banken pari. Banken førte en meget stram og forsigtig udlånspolitik, som specielt København kom til at lide under, med det resultat, at Hamborg i efterkrigsårene overtog byens positionen som regionens verdenshandelsby. Mange jyske handlende foretrak nu Hamborg og hamborgsk mønt. Den københavnske handel på Ostindien og Afrika gik helt i stå, og kun eneretten på handelen og raffinering af vestindisk sukker holdt byen kørende på et tåleligt niveau.
Efterkrigstiden gjorde det af med mange af Københavns store handelshuse. De sidste forsvandt i 1820 i forbindelse med, at der blev optaget et stort indenlandsk statslån på seks millioner rigsdalere med en så gunstig rentetilskrivning. Det tømte mange firmaer, der stadig led under handelskrisen efter krigen, for kapital. Danmarks position i verdenshandelen var forsvundet, og i de kommende år blev der kun gjort få forsøg på at starte nye selskaber. De eksisterende måtte koncentrere sig om at udvikle og handle med danske forbedrede industri- og landbrugsprodukter.

## Romantikken
I 1820'erne aftog interessen for den romantiske åndsretning, der var opstået i begyndelsen af 1800-tallet. I stedet kom fornyet interesse for den engelske litteratur fra det førromantiske 1700-tal, især hos den yngre generation. En af hovedkræfterne var Steen Steensen Blicher, der i 1824 skabte en ny poetisk realisme med sin novelle Brudstykker af en landsbydegns dagbog.
En anden tendens i romantikken var en fornyet interesse for dansk og norsk oldtid, sprog og oprindelse. Folkets efterladenskaber: oldtidshøje og runestene vakte ærefrygt. Det var en radikal ændring fra 1793, da en vejforordning havde bestemt, at de nye hovedlandeveje skulle anlægges så tæt på højene som muligt, da de gav masser af råmaterialer til stenskærverne til vejene. Regeringen havde i 1807 oprettet Den kongelige kommission til oldsagers opbevaring, som fik plads på loftet af Trinitatis Kirke, og i 1816 kom den under ledelse af Christian Jürgensen Thomsen. Han revolutionerede samlingen ved at inddele den efter ideen om, at der havde eksisteret en stenalder, som var blevet afløst først af en bronze- og senere af en jernalder. Staten fredlyste også flere og flere oldtidsminder i det danske landskab i disse år. Mange interesserede sig også for de gamle tekster: Rasmus Nyerup udgav i 1808 Snorres Edda i dansk oversættelse, og i 1810'erne udgav Grundtvig sine gendigtninger af Saxo og Snorre. Han fremdrog også det angelsaksiske Beowulfkvad fra 800-tallet.
I 1825 blev Det kongelige nordiske Oldskrift-Selskab oprettet. Det skulle udgive de gamle islandske skrifter og beskæftige sig med alt, der kunne belyse Nordens gamle sprog, historie og oldsager. Inspireret af den skotske forfatter Walter Scott blev den historiske roman populær i 1820'erne; B.S. Ingemann udgav en række historiske romaner om den danske middelalder, som skulle vække danskernes bevidsthed om sig selv som nation. Romanerne blev trykt i kæmpe oplag og har formentlig nået alle samfundslag.
Undervisningen i skolerne gennemgik i starten af 1800-tallet en større forandring. I 1814 kom en skolelov, som krævede, at al undervisning skulle foretages af en faglærer (og ikke en tilfældig teolog på udkig efter et præstekald). Samtidig indførtes skolepenge. Det betød nedlæggelsen af en række latinskoler og et fald i antallet af elever. Det blev nu mere end før de bedrestilledes børn, der modtog undervisning. Den blev til gengæld af en højere standard.
Også på de højere læreranstalter skete der forandringer. Således blev de traditionelle fag på Københavns Universitet: teologi, jura og medicin i 1829 suppleret af to-årige uddannelser i mekanik og anvendt naturvidenskab, som blev udbudt af den nyoprettede Polyteknisk Læreanstalt. Den var blandt andet oprettet på initiativ af elektromagnetismens opdager H.C. Ørsted. Også officersuddanelsen højnedes ved oprettelsen af Den kongelige militære Højskole, der skulle give en videnskabelig overbygning på den uddannelse, kadetakademiet bød på.

## Julirevolutionen 1830
I juli 1830 abdicerede den franske konge Karl 10. efter massive demonstrationer til fordel for Ludvig-Filip, der måtte underskrive en forfatning. Denne lille revolution gav genlyd over store dele af Europa og ledte blandt andet til uroligheder i Holland og Polen. Frederik 6. var også bange for, at folket ville vende sig mod ham, men den brede befolkning i Danmark var ikke interesseret i store omvæltninger. Store dele af borgerskabet arbejdede for kongemagten, og kongen nød stadig stor popularitet blandt bønderne for sine landboreformer.
Urolighederne fik dog betydning for Danmark. I 1814 havde Frederik 6. lovet at indføre en stænderforsamling for Holsten. Dette krav blev nu genfremsat af en repræsentant fra Det tyske forbund.
En ung dansk embedsmand i det tyske kancelli, Uwe Jens Lornsen, udgav i november 1830 en lille bog på 12 sider, som vakte opsigt. Bogen hed "Ueber das Verfassungswerk in Schleswigholstein" og i den krævede Lornsen, at Slesvig-Holsten skulle have en fri forfatning og kun skulle have "konge og fjende" fælles med Danmark. Frederik 6. blev bekymret for denne opdeling af riget, Uwe Lornsen foreslog, og han blev afskediget. Hans bog havde dog vundet tilslutning, specielt blandt studenterne og borgerstanden i Kiel.

### Stænderforsamlinger
I København blev regeringen klar over, at den måtte gøre noget og indfriede løftet fra 1814. Modsat Lornsen ville man ikke forene de to hertugdømmer, men hvis Holsten fik en stænderforsamling, måtte man også give Slesvig en. Som konsekvens af enevældens princip om lige vilkår måtte kongen også indføre stænderforsamlinger i selve kongeriget. Efter en behandling i statsrådet udsendte regeringen 28. maj 1831 to anordninger om rådgivende provinsialstænderforsamlinger i kongeriget og i hertugdømmerne. Der blev i alt oprettet fire forsamlinger: en for Øerne, en for Jylland, en for Slesvig og en for Holsten. Forslaget blev udformet af en stænderkomité og 15. maj 1834 kunne den udstede den endelige forordning, der blev det retslige grundlag for de fire stænderforsamlinger.
Vælgerkorpset var delt i tre klasser: grundejerne i byen, godsejerne og bønderne. Hver klasse fik en tredjedel af stemmerne. Forsamlingen for Øerne fik sæde i Roskilde med 70 medlemmer, forsamlingen for Jylland i Viborg med 55 medlemmer, den slesvigske i Slesvig med 43 medlemmer og den holstenske i Itzehoe med 47 medlemmer. Kun ca. 3% af befolkningen havde valgret til forsamlingerne, der ikke kunne lovgive, men kun rådgive kongen og hans administration.
Da medlemmer fik nys om den store statsgæld på godt 130 mio. rigsdalere fremsatte de krav om at få kontrol med statsfinanserne, hvilket statsrådet på det pureste afviste.  Mellem 1837–41 indførtes kommunale råd, byråd, amtsråd, sogneråd og i København en borgerrepræsentation med omtrent samme stemmeret som til stænderforsamlingerne.
Utilfredsheden med den begrænsede stemmeret til stænderne fik de liberale kræfter til at blive mere synlige: C.N. David grundlagde i 1834 det liberale ugeblad Fædrelandet, der bragte kritiske anonyme artikler, der blandt andet talte for en fri forfatning. Bladet blev hurtigt lukket, efter kongen havde bedt myndighederne om det og han udsendte et reskript, der klart fortalte at "Vi alene vide".

### Augustenborgernes arvekrav
Den største jordbesidder i Slesvig i 1830'erne var hertug Christian-August af Augustenborg, der sad i stænderforsamlingen for Slesvig. Han fremsatte i 1837 et arvekrav på både Slesvig og Holsten med henvisning til, at den oldenborgske mandslinje var ved at uddø. Det gav slesvig-holstenerne en mulighed for en uafhængig slesvig-holstensk stat mellem Elben og Kongeåen, og førte i 1848 til et program for de ikke-danske bevægelser, der indeholdte følgende tre punkter:
1. Hertugdømmerne var selvstændige stater i forhold til kongeriget
2. De var fast forbundne til hinanden
3. Alene den oldenburgske mandsstamme kunne herske i Slesvig-Holsten.

Det sidste krav betød, at Augustenborgerne skulle overtage hertugdømmerne efter Frederik 7.s død .
Striden udsprang af de forskelle i arvefølge der var mellem kongeriget og hertugdømmerne. I Danmark var arveretten bestemt af Kongeloven, der bød, at den gik igennem nærmeste kvindelinje i tilfælde af, at mandslinjen efter Frederik 3. uddøde. I Holsten gjaldt kun mandlig arvefølge og augustenborgerne hævdede, at det også var tilfældet i Slesvig. På denne måde ville augustenborgerne arve begge hertugdømmerne og kunne oprette en stat, der strakte sig helt op til Kongeåen. Danskerne fastholdt, at Slesvig var en del af Danmark og det derfor var Kongelovens bestemmelser der gjaldt, og Slesvig altså skulle forblive under den danske konge og grænsen skulle drages ved Ejderen, præcis som de nationalliberale i Danmark ønskede.

## Politisk organisering
Stænderforsamlingernes mangel på indflydelse fik en liberal politisk bevægelse til at vokse frem, drevet af pjece- og avisdebatten, der opstod efter oprettelsen af stænderforsamlingerne. Blandt andet beskrev kaptajn A.F. Tscherning i 1831-32 manglerne ved det danske forsvarsvæsen og anbefalede en folkevæbning, i stedet for den udemokratiske værnepligt, der alene påhvilede bønderne. Da kaptajnen i Kjøbenhavnerposten i 1833 kritiserede både Danmarks forsvars- og udenrigspolitik, sendte Frederik 6. ham på en mangeårig "studierejse" i udlandet. Alle kunne se, at dette var en slet skjult landsforvisning, og hyldesttalerne ved hans afrejse i juni samme år viste viljen til at organisere en liberal opposition i Danmark.

### Trykkefriheden trues
Utilfredsheden med stænderforsamlingerne var størst blandt studenter og akademikere. C.N. David, professor i statsøkonomi, advarede mod overvægten af grundejere i stænderne. Han var i 1834 i forbindelse med valget til stænderforsamlingerne med til at oprette Fædrelandet. Tonen i bladet var fra starten kritisk mod stænderne og enevælden. På trods af censuren udgav David en række kritiske anonyme artikler. Det fik Frederik 6. til i december 1834 at pålægge kancelliet dels at overveje sagsanlæg mod David, dels en general skærpelse af censuren, bl.a. ved at fratage domstolene muligheden for at underkende politimyndighedens indgriben. Da en gruppe københavnske akademikere fik nys om tiltaget, organiserede de en indsamling på næsten 600 underskrifter på en trykkefrihedsadresse til kongen. I den bad de i ydmyge vendinger kongen om ikke at ændre trykkefrihedslovgivning og bibeholde domstolenes mulighed for indgriben. Kongen svarede i et ofte fejlciteret[kilde mangler] reskript: "således kan heller ingen uden Vi alene være i stand til at bedømme, hvad der er begges sande gavn og bedste." Kongen og hans administrations opvisning i bedreviden var et dårligt varsel om, hvor lidt kongen ville lytte til råd fra stænderforsamlingerne. Det satte for alvor gang i organiseringen af de liberale kræfter.
I foråret 1835 stiftede en gruppe moderate liberale "Selskabet for Trykkefrihedens rette Brug", der både skulle virke for at sikre den daværende trykkefrihed, og modvirke "misbrug" af trykkefriheden. Ikke alene fra smudspressen, men også fra ultraliberalt hold. Selskabet havde i april allerede 500 medlemmer og tallet steg til 2.256 ved årets udgang, hvilket gjorde Selskabet til datidens største. Det var domineret af akademikere; en gruppe der fra starten var delt op i to grupper: En yngre, specielt københavnske, ultraliberale, der ønskede, at selskabet skulle virke for en ubegrænset trykkefrihed som princip. Og en ældre med moderate liberale, der ønskede at opretholde den oprindelige målsætning. C.N. David blev ved retssager i december og maj frikendt både ved første instans og i Højesteret. De liberale havde nu fat i den lange ende, da de overfor administrationen påpegede, at stænderforsamlingerne ville få svært ved at rådgive kongen, hvis de ikke kunne få kendskab til hvad der rørte sig i offentligheden gennem en forholdsvis fri meningsudveksling i pressen. Regeringen nøjedes med at afskedige David fra sin professorstilling.

### Stænderforsamlingernes møder
Fra oktober 1835 til februar 1836 blev Øernes og Holstens stænderforsamlinger indkaldt til deres første møde. Kort forinden offentliggjorde regeringen i Kollegialtidende for første gang en oversigt over statsfinanserne. Heri fremgik, at der var et lille underskud på budgettet, og den største enkeltpost var afdrag på statsgælden. De tunge poster var blandt andet militæret og hoffet. De liberale i Roskilde stænderforsamling, med Tage Algreen-Ussing i spidsen, satte kravet om orden og besparelser i statshusholdningen øverst på dagsordenen. Frem til omkring 1840 var de liberales ledende tanke ønsket om skattebevillingsret, ud fra devisen, at pengene lå bedst i borgernes lommer. Overfor de liberale stod en konservativ gruppe på henved 25 af dens 70 medlemmer. I denne gruppe var godsejerne de toneangivende. Forsamlingens halve snes bønder hørte man ikke meget til, men andre politikere, blandt andet præsident i Landhusholdningsselskabet J.C. Drewsen, tolkede og fremførte bondestandens ønsker.
Bondestanden videreførte uden for mødesalen den organiseringsform, den havde udviklet i slutningen af 1700-tallet. Gennem en lang række petitioner, bønskrifter, med talrige underskrifter lagde den pres på stænderrepræsentanterne især for at få afskaffet gårdmandshoveriet. Godsejernes svar lød, at skulle fæstebønderne have større frihed, skulle godsejernes have friere rådighed over fæstejorden, der var deres ejendom. Petitionsbevægelsen indledte tendensen til, at de deputerede selv kom med forslag til debat i stedet for kun at drøfte lovforslag fremsat af regeringen. Til de liberales fortørnelse var møderne ikke offentlige og de første referater fra møderne, der blev udgivet i Stændertidende, var mangelfulde. Efterhånden tog stænderforsamlingerne med eller mod regeringens vilje mange politiske spørgsmål op til debat, som var vanskelige at debattere i et enevældigt samfund med udstrakt pressekontrol.
I april 1836 mødtes de to andre stænderforsamlinger i Viborg og Slesvig. Den jyske forsamling var både mindre og havde et mere ensartet præg end øernes. De fleste bønder i Jylland var selvejere og godserne var mindre, og akademikerne og embedsmændene var længere væk fra det "dannede" København, og var nærmere på bøndernes og byboernes daglige liv. I alt fald udgjorde bønderne en større gruppe i forsamlingen og var ikke så tavse som dem i Roskilde. Især gjorde selvejeren Ole Kirk sig bemærket ved et godt greb om de parlamentariske former. Da de sociale skel var mindre i Jylland, blev modsætningerne mellem de liberale og konservative samt mellem bønder og godsejerne ikke så store som i Roskilde. Ofte fandt de to grupper sammen for at modvirke skattekravene og det regulerende pres fra København.

### Dansk sprog i Nordslesvig
I den slesvigske stænderforsamling anmodede den nordslesvigske bonde Nis Lorentzen 8. juni 1836 om indførelse af dansk retssprog i Nordslesvig. Det ønske var næppe af nationalistisk karakter, men mere en mulighed for de dansktalende bønder at få deres sager behandlet på deres eget sprog og af embedsmænd, der kunne tale til dem på deres sprog. Episoden betød, at de små kredse, der i Kiel og Nordslesvig kæmpede for det danske sprogs ret i Slesvig, og de liberale danske kredse fandt sammen for første gang. Professor Christian Paulsen slog i breve til Fædrelandet, i efteråret til lyd for Nis Lorentzens synspunkter. De yngste liberale, med juristen og journalisten Orla Lehmann i spidsen, tog sagen op i Trykkefrihedsselskabet og fik vedtaget, at selskabet skulle udbrede sin virksomhed til de dansktalende egne af Slesvig. Det var et uhyre populært træk, der fik medlemstallet til at stige til omkring 5.000. Episoden viste dog også, at de dansk- og tysktalende slesvig-holstenske liberale kunne få svært ved at arbejde sammen i stænderforsamlingen. Den danske opposition i Slesvig fik endnu fastere form, da købmanden P.C. Koch i Haderslev begyndte at udsende bladet Dannevirke. De liberale i København støttede aktivt denne virksomhed, selvom bladets kongetro linje gav visse betænkeligheder.

## Forholdet mellem land og by
I 1837 blev portkonsumtionen lempet for at sikre en større vareudveksling mellem land og by, og provinsbyerne oplevede i 1830'erne en generel vækst i indbyggertal og handelsomsætning, mens Københavns vækst næsten var gået i stå efter krigen. Samtidig byggedes pludselig grundmurede huse med tegltag og ofte i flere etager, mens underklassen blev klumpet sammen i baghuse og tilbygninger.
Flere provinsbyer fik i slutningen af 1700-tallet deres egne aviser, dog trykte de langt op i 1800-tallet genbrugsstof fra hovedstaden eller udlandet og udkom kun en til to gange om ugen. Provinsbyerne oplevede både øget vækst og øget konkurrence. Byhåndværkernes lavsmonopol blev presset, dels fra den øgede import af udenlandske industrivarer, dels fra den store gruppe landhåndværkere, som trods byhåndværkernes lovfæstede monopol, blev tolereret af regeringen. På grund af den store vækst i landbruget i 1830'erne og 40'erne blev der behov for flere håndværkere på landet og således boede op mod 60% af landets håndværkere i 1840'erne i landdiskrikterne og unddrog sig dermed lavenes kontrol. Byhåndværkerne klagede forgæves deres nød til stænderforsamlingerne, og det stod mere og mere klart, at der formentlig ville komme en liberalisering af lavssystemet, med eller uden deres medvirken.
I 1838 udsendte regeringen en liberal toldlov, der skulle binde helstaten sammen ved at gøre Danmark, Slesvig, Holsten og Lauenburg til et fælles marked, for at modvirke den tyske toldforening, der var begyndt at virke i 1834. Toldsatsen hævedes over for det tyske marked, mens den hidtidige importtold ved Kongeåen for varer fra Hertugdømmerne blev ophævet. Dog opretholdt kongeriget en højere told end Hertugdømmerne på manufakturvarer, tømmer, kaffe og spiritus, blandt andet for at beskytte den skrøbelige danske klædeproduktion.
København ønskede at gøre sig fri af det tyske marked for import og derfor oprettede en gruppe polyteknikere i 1838, for at fremme dansk industriproduktion, Industriforeningen. Ligeledes placerede ældre ledende liberale, med forretningsmanden L.N. Hvidt i spidsen, sig centralt i Nationalbankens bestyrelse, for derved at gennemføre en mere aktiv udlånspolitik til fremme for erhvervslivet. Industriforenings medlemmer var i de første par år hovedsagligt håndværkere, der ønskede at bruge foreningen til at forsvare lavsinstitutionen. Dog var størstedelen af de industridrivende, de store handlende og liberale politikere, liberalister og dette førte i 1840 til en sprængning og dannelsen af Håndværkerforeningen.
I halvtredsåret for stavnsbåndets ophævelse var landbruget blevet totalt forandret. En optælling året inden havde vist, at under én procent af landbrugsjorden stadig var uudskiftet. Udviklingen var gået hurtigt i starten, hvor halvdelen af landets gårde op til år 1800 var gået fra fæste til selveje, men derefter gik udviklingen i stå ved krigens udbrud omkring århundredskiftet, og først i løbet af 1830'erne tog udviklingen for alvor fart igen og dette havde skabt en interesse for en ny landboreform. Orla Lehmann greb chancen og fremsatte et kontroversielt forslag på et hasteindkaldt festmøde i anledning af stavnsbåndsjubilæet. På mødet påstod han, at da bondestanden så længe havde haft brugsretten til fæstejorden, selv om denne var ejet af godsejerne, havde de vundet hævd på medejendomsret til jorden. Derfor havde de ret til at forlange, at jorden, mod en rimelig betaling, overgik til selveje. Lehmann forlangte også hoveriet afskaffet og indførsel af almindelig værnepligt og indskrænkninger i godsejernes jagtret på bøndernes fæstejord. Med disse forslag tog de liberale de første skridt mod en alliance med bondestanden, der ville være nødvendig for at vælte enevælden.

## Christian 8.
Da Frederik 6. døde 3. december 1839, var der stor jubel blandt de liberale, der nu mente vejen for en forfatning stod åben. Frederik 6. var på sine gamle dage blevet meget konservativ, men nu skulle hans fætter Christian 8. tage over. Han havde i et par måneder i 1814 været konge i Norge, hvor han havde accepteret en fri forfatning for Norge. Men alle de store forventninger blev gjort til skamme, da kongen besteg tronen. Han havde ikke tænkt sig at give magten fra sig; statsrådet blev siddende og censuren blev ikke lempet. Mange af de nye liberale uge- og dagblade, der kom frem i 1830'erne og 1840'erne blev inddraget af censoren. Efter en række henvendelser om en fri forfatning, som Christian 8. afslog, gik han med til at arbejde for større selvstyre i landsognene og i byerne. Den første by, der fik glæde af en række administrative reformer, var København, som i 1840 fik kommunalt selvstyre med direkte valg til en 36 mand stor borgerrepræsentation. Valgbarheden til den nye borgerrepræsentation blev udvidet til alle grundejere og skatteydere over en vis høj grænse. Desuden kunne den udnævne seks rådmænd til Københavns Magistrat, der stadig blev ledet af en overpræsident og tre borgmestre udnævnt af kongen.
Selvstyre nåede til landet med de såkaldte sogneforstanderskaber, en forløber for nutidens kommuner. Grænsen mellem bønder og husmænd gik ved en tønde hartkorn, og den blev også grænsen for valg til den nye instans, der altså blev domineret af gårdmænd. Præsten var født medlem og beholdte ansvaret for fattigvæsenet og skoletilsynet.
Kongen blandede sig også i den slesvigske sprogsag og udsendte i maj 1840 et sprogreskript, der beordrede, at retssystemet og embedsmændene skulle anvende dansk sprog i områder, hvor der blev talt dansk i skole og kirke. Det udløste store protester i den slesvigske stænderforsamling, der ikke brød sig om denne direkte indblanding fra København. Kongen og regeringen blev nu meget forsigtige, da de ønskede at bevare den enevældige helstat samlet for enhver pris .

## Modstand mod enevælden
Traditionelt støttede bønderne kongemagten, da de så kongen som en, der kunne skaffe dem retfærdighed over for godsejerne og embedsmændene. Specielt landboreformerne havde styrket denne opfattelse. Således blev der i specielt vakte kredse samlet underskrifter ind mod en fri forfatning og skattebevillingsret til stænderne i 1840'erne. Efter de intellektuelle ikke fik indfriet deres håb om en fri forfatning ved Christian 8.s tronbestigelse, viste de interesse for at vinde bønderne for sig.
I februar 1841 fik Orla Lehmann mulighed for at vinde bøndernes gunst. Han havde holdt en tale for vælgere af bondestanden på Falster, en tale han senere udgav. I den fremhævede han, at det snarere var tidsånden end Frederik 6., der havde frembragt landboreformerne, og at bønderne ingen garanti havde for, at andre konger ville være ligeså bondevenlige som den gamle monark. Derfor ville skattebevillingsret og en fri forfatning være et sikkert gode for bønderne. Det varede ikke længe, før Lehmann af generalfiskalen blev anklaget for med talen at have opfordret til at "udbrede had og misnøje mod landets forfatning". Han blev i første omgang frikendt ved underretten, men Højesteret idømte ham i januar 1842 tre måneders simpelt fængsel. Retssagen havde det resultat, at Orla Lehmann med et blev populær i hele landet. Da han fra fængslet lod sin forsvarstale for Højesteret trykke, blev den revet væk. Selve fængselsopholdet blev nærmest en parodi, da han hver dag modtog besøgende og gaver fra beundrere. Efter sin løsladelse blev han hyldet på det årlige 28. maj møde, der fejrede udstedelsen af stænderandordningerne af 1831. Derefter var han sikker på fuld opbakning for den drejning, han ville give den liberale bevægelse. På mødet fastslog han i sin tale "for Danmark" parolen "Danmark til Ejderen". I den langede han ud efter de tyske planer om blandt andet at gøre Danmark til det tyske forbunds marinebase eller admiralstat. Den slesvig-holstenske bevægelse, der ville skille hertugdømmerne fra Danmark blev også angrebet. Det gjorde, at de liberale i København blev nationalliberale og satte bevarelsen af Slesvig højere på dagsordenen, end kravet om en fri forfatning.

### Bondebevægelsen
Samtidig startede en ny politisk bondebevægelse omkring skomager J.A. Hansen og skolelærer Rasmus Sørensen, der begyndte at udgive bladet Almuevennen i 1842. Udgangspunktet for denne folkerørelse var målet at nedbringe og afvikle de afgifter, som fæsterne (endnu) ydede godserne, i særdeleshed afviklingen af hoveriet.
I 1830-erne og 1840-erne formuleredes ikke mindst husmandsspørgsmålet, herunder:
1. ophævelse af skellet mellem priviligeret og upriviligeret hartkorn i beskatningsmæssig henseende;
2. overgang fra fæste til selveje;
3. tiendeafgiftens forandring til en pengeafgift;
4. indførelse af almindelig værnepligt.

Bondebevægelsen nåede et foreløbigt højdepunkt i 1844-1845. Stænderforhandlingerne i 1844 – ikke mindst på stænderforsamlingen for øerne i Roskilde – blev helt domineret af landbospørgsmål med skarpe modsætninger mellem godsejere og andre konservative på den ene side og tilhængere af bøndernes og husmændenes reformkrav på den anden. Vigtigt var det, at foruden J. C. Drewsen trådte nu Orla Lehmann og Balthazar Christensen frem som talsmænd for bøndernes krav. Derved var en alliance mellem land og købstæder i syne. Det bevirkende en styrkelse af landboernes agitation og fremkaldte uro hos godsejere og embedsmænd. Ved et folkemøde på Ulkestrup mark i Holbæk amt den 30. juni 1845 viste bonderørelsen sin styrke, og i oktober begyndte husmænd på sjællandske godser i fællesskab at stille krav om forandringer i deres vilkår.
Reaktionen blev bondecirkulæret af 8. november 1845, der forbød afholdelse af møder om bondestandens retsforhold uden tilladelse fra den stedlige politimyndighed og deltagelse i sådanne møder af udensogns personer, hvorved møder i købstæder ikke kunne finde sted. Cirkulæret var især rettet mod Rasmus Sørensen og Peder Hansen, der havde rejst rundt og talt ved ulige møder. Cirkulæret blev snart atter ophævet, idet det vakte kritik både blandt bondevenner og nationalliberale og blot bevirkede tilnærmelse af disse folkerørelser til hinanden, kulminerende med oprettelsen af Bondevennernes Selskab den 14. maj 1846, hvorved oppositionen til godsejere og konservative havde fundet fælles ståsted.

## Martsrevolutionen 1848
20. januar 1848 døde Christian 8., og hans søn Frederik 7. overtog tronen. Frederik 7. havde lovet sin fader at indføre en forfatning, og en uge efter offentliggjorde administrationen et reskript om den nye forfatning. Dette foreslog, at stænderforsamlingerne fik besluttende kompetence om lovgivning og skatter. Rammerne for den nye forfatning skulle drøftes af kongen og 52 "udvalgte" mænd valgt af henholdsvis kongen og stænderforsamlingerne. Ideen var at bevare helstaten og visse aspekter af enevælden og sikre overklassens dominerende indflydelse i det nye system. Udspillet splittede enevældens opposition. Mens overklassen bød det nye udspil velkommen, var de nationalliberale i både Danmark og hertugdømmerne imod, da det langtfra opfyldte deres forventninger til nationale og politiske reformer. Der blev arbejdet efter reskriptet, og det kongelige oplæg blev drøftet på stænderforsamlingerne, som også valgte de "udvalgte" mænd.
I slutningen af februar nåede nyheden om den franske revolution til Helstaten og inspirerede en række revolutionære stemninger, der havde ulmet under overfladen. I Holsten blev det den nationalliberale venstrefløj med Theodor Olshausen i spidsen, der satte dagsordenen. Gruppen var styrket efter stænderforsamlingens valg af udvalgte mænd 13. marts. Utilfredsheden over det politiske tilhørsforhold til Danmark førte til oprettelsen af borgerforeninger og borgervæbninger, og i mange holstenske byer kørte den politiske debat i højeste gear. Udviklingen fik de konservatives leder Frederik Reventlou-Preetz til, i et forsøg på at kontrollere udviklingen, at indkalde de to hertugdømmers stænderforsamlinger til møde 18. marts.
Denne revolutionære stemning fik Orla Lehmann til, sammen med andre nationalliberale i København, at kræve valgret til alle, og på en række møder i Casino og Hippodromen 11. og 12. marts fik han også bønderne og håndværkerne med på dette program, der også indeholdte en bevarelse af "Danmark til Ejderen". Efter de to indledende møder indkaldte ledelsen af de nationalliberale til et stormøde i Casino den 22. marts.
Samtidig med det lukkede stændermøde 18. marts i Rendsborg havde Olshausen indkaldt til et åbent borgermøde et andet sted i byen. Deltagerne i mødet var overvejende politiske radikale, der var kommet fra store dele af hertugdømmerne. Mødets formål var at lægge pres på de konservative stænderdeputerede. Det lykkedes. Olshausen indledte med at fremsætte en række yderliggående krav, blandt andet fjendskab mod Danmark, men det lykkedes de moderate at nedstemme hans krav. En deputation fra borgermødet blev ligeledes afvist. Men herefter mistede de moderate styringen, og det ene yderliggående krav efter det andet blev vedtaget. Da nyheden om revolutionen i Berlin nåede frem, skiftede stemningen helt over i de radikales favør og efter et forgæves forsøg på at tale imod stemningen forlod Reventlou-Preetz og den enlige dansksinde Hans Andersen Krüger mødet. Resultatet af mødet i stænderforsamlingen blev en fempunkts resolution:
1. Øjeblikkelig indkaldelse af hertugdømmernes stænder i forenet samling og forelæggelse af et udkast til en slesvig-holstensk forfatning.
2. Foretagelse af de fornødne skridt hos Det tyske forbund til Slesvigs optagelse i forbundet.
3. Indførelsen af en almindelig folkevæbning med selvvalgte officerer.
4. Fuldstændig presse- og forsamlingsfrihed.
5. Øjeblikkelig afskedigelse af regeringspræsident Scheele.

En deputation med Olshausen i spidsen fik til opgave at rejse til København for at præsentere resolutionen til kongen. Deputation fik ikke lov til at acceptere et halvt svar, og visse mødedeltagere lagde ikke skjul på, at alt andet end en fuld accept af forslaget ville resultere i et oprør. Deputation afgik med post-damperen Skirner fra Kiel 21. marts og ville nå København 22. marts. Nyheden om mødets udfald nåede dog allerede hovedstaden 20. marts om morgenen, da damperen Copenhagen ankom fra Kiel.
Da de nationalliberale i København fik denne nyhed, samledes de straks på Fædrelandets kontor. Her blev de enige om, at de måtte arbejde for at få den nuværende regering afsat, så de selv kunne komme til magten og påvirke begivenhedernes gang. Deres plan faldt i tre trin:
1. Københavns Borgerrepræsentation skulle overbringe kongen kravet om en ny regering.
2. Casinomødet d. 22. skulle fremskyndes til den 20. om aftenen, så det nationalliberale program kunne vedtages.
3. Desuden ville de samle et demonstrationstog, der dagen efter kunne gå til Christiansborg for at bakke de politiske krav op.

Orla Lehmann stod for udarbejdelsen af en resolution, der krævede en ny og handlekraftig regering og sluttede med de truende ord: "Vi anråber Deres Majestæt om ikke at drive nationen til fortvivlelsens selvhjælp". Kl. 6 blev resolutionen forelagt for borgerrepræsentationen, der havde ret til at gå direkte til kongen, og den blev vedtaget. Kl. 20 begyndte Casinomødet med afsyngelse af fædrelandssange. Mødet havde tiltrukket omtrent 2.500 mennesker, der alle hyldede de nationalliberale ledere, da de kom på scenen. Tilhørerne blev først orienteret om situationen i hertugdømmerne og derefter præsenteret for resolutionen, som de tilsluttede sig. Resolutionen opfordrede kongen til at udnævne en ny regering, afvise de slesvig-holstenske krav og i stedet oprette en demokratisk dansk-slesvigsk stat. Til sidst inviteredes alle tilhørerne til at deltage i demonstrationsoptoget til Christiansborg den følgende dag.
Den 21. marts samledes demonstrationsdeltagerne sig ved rådhuset på Nytorv, og med borgerrepræsentationen i spidsen begav omkring 10.000 deltagere sig mod Christiansborg. På vejen mødte de imidlertid minister A.S. Ørsted i fuld gallauniform. Han var på vej hjem efter at være trådt tilbage sammen med hele regeringen. Efter kongen og ministeriet havde hørt om Casinomødet, havde minister C.E. Bardenfleth rådet ham til at afskedige ministeriet, hvis det ikke ville føre Ejderpolitik. Da ministeriet hverken ville eller kunne det, trådte den tilbage. Derfor blev deputationen vel modtaget af kongen, der svarede "Det, De ønsker, mine herrer, er alt i morges udført, da det gamle ministerium er opløst og eksisterer ej mere. Hvad Slesvigs uadskillighed med Danmark angår, da har jeg alt truffet de fornødne Foranstaltninger".

### Enevælden afskaffes
Det lykkedes at få dannet en ny regering d. 22. marts med deltagere både fra det gamle ministerium og de nationalliberale. Ved den nye regerings tiltrædelse udtalte kongen, at han for fremtiden ville betragte sig som en konstitutionelt monark; så smertefrit forsvandt enevælden. Den 24. marts kom den slesvig-holstenske delegation og fik regeringens svar, forfattet af Orla Lehmann. Det indeholdte et rent ejderdansk program og afviste alle krav fra hertugdømmerne. Holsten kunne frit tilslutte sig Tyskland, mens Slesvig stod i uopløseligt forbindelse til Danmark.

### Hertugdømmerne bryder med Danmark
Da rygterne om begivenhederne i København nåede frem til hertugdømmerne, steg den oprørske stemning, og 23. marts oprettedes flere borgervæbninger, og borgerne i Rendsborg fik af den danske general Lützow udleveret 400 geværer. Da postbåden ikke ankom rettidigt, og ingen havde hørt om regeringens afgang, blev det tolket som en afvisning af de slesvig-holstenske krav. Alle fløje blev i løbet af d. 23. marts enige om, at de måtte handle, og på et advokatkontor blev de førende politikere enige om at danne en provisorisk regering. Den blev udråbt af Wilhelm Beseler fra rådhuset i Kiel kl. 1 om morgenen d. 24. marts.

#### Optakten til Treårskrigen
Oprørernes selvbestaltede øverstkommanderende, Prinsen af Nør, beordrede 4. jægerkorps til at rykke fra Slesvig til Rendsborg. Fra kasernen i Kiel fik han officiel anerkendelse af sin stilling fra den provisoriske regering, og de 400 udleverede geværer blev givet til militsfolk, som sikrede sig kontrol over jernbanen til Kiel. Samtidig med postbåden Copenhagens ankomst til Rendsborg kørte Prinsen af Nør, Beseler, 5. jægerkorps og andre bevæbnede mænd ind i fæstningen i Rendsborg. Fæstningen var det sidste symbol på den danske stat; efter at være kommet ind anmodede prinsen om at få kontrollen over fæstningen. Efter diskussion fik prinsen opfyldt anmodningen, og fæstningen blev overdraget til prinsen sammen med krigskassen og alt militært udstyr. Det betød, at den provisoriske regeringen i løbet af d. 24. marts stort set fik både politisk og militær kontrol. Dermed var grunden til Treårskrigen lagt.

## Fodnoter
1. ↑  Lindeberg 1974, s. 225.
2. ↑  Scocozza & Jensen 1999, s. 209.
3. 1 2  Scocozza & Jensen 1999, s. 209-210.
4. 1 2  Scocozza & Jensen 1999, s. 210.
5. ↑  Scocozza & Jensen 1999, s. 211-214.
6. ↑  Scocozza & Jensen 1999, s. 208-209+214.
7. 1 2  Scocozza & Jensen 1999, s. 215-216.
8. ↑  Boss, Kofod & Johansen 1999, s. 12–14.
9. 1 2  Scocozza & Jensen 1999, s. 216-217.
10. 1 2  Boss, Kofod & Johansen 1999, s. 14.
11. ↑  Trykkefrihedsadressen kan læses på Wikisource.
12. ↑  det vil sige folkets og statens
13. ↑  Scocozza & Jensen 1999, s. 217-218.
14. ↑  Scocozza & Jensen 1999, s. 218.
15. ↑  Scocozza & Jensen 1999, s. 218-219.
16. 1 2  Scocozza & Jensen 1999, s. 219+221.
17. ↑  Boss, Kofod & Johansen 1999, s. 19–25.
18. 1 2  Scocozza & Jensen 1999, s. 221-223.
19. ↑  Boss, Kofod & Johansen 1999, s. 15-16.
20. ↑  Scocozza & Jensen 1999, s. 223.
21. ↑  Rosenberg 1999b, s. 19-38.
22. ↑  Boss, Kofod & Johansen 1999, s. 56.
23. ↑  Rosenberg 1999a, s. 7-11.
24. ↑  Boss, Kofod & Johansen 1999, s. 56-58 & 63-64.
25. ↑  Rosenberg 1999a, s. 11-22.
26. ↑  Rosenberg 1999a, s. 22-49.
27. ↑  Scocozza & Jensen 1999, s. 232-234.
28. ↑  Boss, Kofod & Johansen 1999, s. 58-62.